# Sisyrnodytes erebus
Sisyrnodytes erebus là một loài ruồi trong họ Asilidae. Sisyrnodytes erebus được Oldroyd miêu tả năm 1957. Loài này phân bố ở vùng nhiệt đới châu Phi.